# Lopéramide
Le lopéramide (R18553) est un antidiarrhéique employé contre les diarrhées aiguës ou chroniques.

## Mode d'action
Le lopéramide est un agoniste opioïde des récepteurs µ dont l'action sur le péristaltisme permet de ralentir le transit intestinal. La molécule a également un effet anti-sécrétoire par augmentation du flux hydroélectrolytique de la lumière intestinale vers le pôle plasmatique de l’entérocyte (réabsorption) et réduction du flux inverse (sécrétion).
Il stimule l'absorption d'eau et d'électrolytes au niveau de l'entérocyte. Il inhibe également le péristaltisme (inhibition de la calmoduline), augmentant ainsi le temps de transit du contenu du tube digestif. Ce faisant, il risque aussi de favoriser l'action de certaines bactéries et leurs toxines en prolongeant leur séjour dans l'intestin ; c'est pourquoi le lopéramide est une arme à double tranchant, à employer avec précaution et à proscrire lors de certaines infections sévères, telles celles causées par Salmonella, Shigella ou Clostridium difficile.
Le lopéramide conduit également au ralentissement des contractions de l'intestin par son activité agoniste des récepteurs opioïdes.
À doses usuelles, le lopéramide n'est pas capable de traverser la barrière hémato-encéphalique, ce qui préserve le système nerveux central de son effet. Cela n'est plus vrai à doses massives, expliquant son utilisation par les toxicomanes.
Outre son activité sur les récepteurs aux morphiniques, il joue également sur les canaux sodiques voltage-dépendants.

## Historique
C’est en 1963 que Paul Janssen, docteur en pharmacologie, découvre le lopéramide. Le lopéramide donne naissance à une nouvelle classe thérapeutique, celle des ralentisseurs de la motricité intestinale.
Le médicament est lancé en Belgique sous le nom d’Imodium sous forme de gélule alors délivrable uniquement sur ordonnance. En France, l’autorisation de mise sur le marché (AMM) est accordée en 1975. 
Le lopéramide seul est présent dans 32 médicaments (Arestal, Diaretyl, Diastrolib, Ercestop, Gastrowell loperamide, Imodium, Imodiumcaps, Imodiumlingual, Imodiumliquicaps, Indiaral, Peracel, et génériques) et en association dans un médicament (Imodiumduo) en France.   
Il peut être disponible sans ordonnance pour les adultes et enfants de plus de 15 ans en traitement de la diarrhée aiguë passagère sans dépasser les 2 jours de traitement.

## Indication thérapeutique et contre-indication
Le lopéramide est pris par voie orale et est considéré comme efficace dans le traitement symptomatique des maladies diarrhéiques de causes variables, y compris la diarrhée aiguë, non spécifique, la diarrhée du voyageur, la diarrhée causée par une motilité altérée, diarrhée chronique et la diarrhée causée par le syndrome du côlon irritable. D’autres indications, sous surveillance médicale, comprennent la diarrhée induite par la chimiothérapie ou des inhibiteurs de protéase.
Il est formellement contre-indiqué en cas de diarrhées sanglantes et/ou fébriles ainsi que chez l'enfant de moins de 30 mois.

## Pharmacologie

### Pharmacodynamie
Le lopéramide a un effet ralentisseur du transit ainsi qu’un effet anti-sécrétoire. Ces effets sont rapides et durables tout en respectant les caractères bactériologiques et parasitologiques des selles.
L’effet antidiarrhéique commence à apparaître environ 1 à 3 heures après la première prise. Les effets sont prolongés.

### Pharmacocinétique
Absorption : l’action du lopéramide est presque exclusivement locale, il est peu absorbé par le corps lorsqu’il est pris par voie orale. 
Distribution : le lopéramide franchit très peu la barrière hématoencéphalique, combiné à sa faible absorption par voie orale, le lopéramide a un effet minimum sur le système nerveux central.   
Métabolisme : le lopéramide est principalement métabolisé par le foie, et son élimination se fait par les selles. 
Sa demi-vie est d’environ 10 heures.

### Tolérance
Le lopéramide est généralement bien toléré si la dose et la durée d’utilisation recommandées sont respectées. Dans le cas d'une diarrhée aiguë, si aucune amélioration n’est observée dans les 48 heures, un médecin devrait être consulté. Le lopéramide peut être utilisé pour des périodes plus longues, uniquement sur ordonnance et sous surveillance d’un médecin. Les effets secondaires les plus communs sont associés à la réduction de la motilité intestinale (ralentissement du transit) : douleurs abdominales, ballonnements, lourdeur abdominale, nausées, constipation. Ils sont pour la plupart limités dans le temps du fait de la courte durée du traitement dans la majorité des indications,.

## Interactions
Le lopéramide est un substrat de la glycoprotéine P ; par conséquent, la concentration de lopéramide augmente lorsqu'elle est administrée avec un inhibiteur de la glycoprotéine P. Les inhibiteurs courants de la glycoprotéine P comprennent la quinidine, le ritonavir et le kétoconazole. Le lopéramide est capable de diminuer l'absorption de certains autres médicaments. Par exemple, les concentrations de saquinavir peuvent diminuer de moitié lorsqu'elles sont administrées avec du lopéramide.
Le lopéramide est un agent antidiarrhéique qui diminue le mouvement intestinal. En tant que tel, lorsqu'il est combiné avec d'autres médicaments anti-motilité, le risque de constipation est augmenté. Ces médicaments comprennent d'autres opioïdes, des antihistaminiques, des antipsychotiques et des anticholinergiques.

## Divers
Le lopéramide fait partie de la liste des médicaments essentiels de l'Organisation mondiale de la santé (liste mise à jour en avril 2013).
À très fortes doses, il est utilisé comme euphorisant par certaines personnes ou pour diminuer les effets du sevrage en morphinique. Dans ces cas, il peut survenir des effets secondaires cardiaques, avec prolongement du QT (sur l'électrocardiogramme) et torsades de pointe se manifestant par des syncopes.